# Luca de la Torre
Lucas Daniel de la Torre (San Diego, California, 23 de mayo de 1998) es un futbolista estadounidense que juega como mediocampista y su equipo es el San Diego F. C. de la Major League Soccer.

## Trayectoria

### Carrera temprana
Comenzó a jugar fútbol en Nomad Soccer Club y San Diego Surf, antes de mudarse a Inglaterra para jugar con el Fulham en 2013. De la Torre hizo su debut con Fulham el 9 de agosto de 2016 en la primera ronda de la Copa de la Liga contra Leyton Orient, comenzando el partido y jugó 88 minutos en Brisbane Road cuando Fulham ganó 3-2. Su primer partido de liga fue contra el Bolton Wanderers el 28 de octubre de 2017, como sustituto de última hora de Tomáš Kalas en un empate 1-1 en casa.
Anotó su primer gol para el Fulham en una eliminatoria de la Copa de la Liga contra el Millwall el 25 de septiembre de 2018.

### Heracles
El 6 de agosto de 2020 firmó un contrato de dos años con el Heracles Almelo de la Eredivisie. Brindó una asistencia en su debut en la liga el 13 de septiembre de 2020 en una victoria por 2-0 sobre ADO La Haya. Además formó parte del Equipo del mes de la Eredivisie de marzo de 2021.

### Vigo
Después de dos temporadas en los Países Bajos, el 8 de julio de 2022 firmó con el Real Club Celta de Vigo para las siguientes cuatro temporadas. Disputó 67 partidos, en los que marcó cuatro goles y dio nueve asistencias, antes de salir cedido en enero de 2025 al San Diego F. C.

## Selección nacional

### Juveniles
De La Torre formó parte del equipo sub-17 de Estados Unidos para el Campeonato Sub-17 de la Concacaf de 2015 y la Copa Mundial de Fútbol Sub-17 de 2015.
También formó parte del equipo sub-20 que ganó el Campeonato Sub-20 de la Concacaf de 2017, anotando el gol del triunfo en la victoria por 4-1 en la fase de grupos contra Haití y anotó un penalti durante la tanda de penaltis en la final contra Honduras. También fue miembro de la escuadra de Estados Unidos que llegó a los cuartos de final de la Copa Mundial de Fútbol Sub-20 de 2017, anotando un gol en un empate de la fase de grupos contra Ecuador y asistiendo en Josh Sargent en el triunfo de un partido de la fase de grupos contra Senegal así como a Lagos Kunga en la victoria por 6-0 en octavos de final sobre Nueva Zelanda.

### Absoluta
El 2 de junio de 2018 debutó con la selección absoluta de Estados Unidos, entrando como suplente en un amistoso contra Irlanda.

## Palmarés

### Títulos internacionales
| Título                           | Club (*)              | País           | Año  |
| -------------------------------- | --------------------- | -------------- | ---- |
| Campeonato Sub-20 de la Concacaf | Estados Unidos sub-20 | Costa Rica     | 2017 |
| Liga de Naciones de la Concacaf  | Estados Unidos        | Estados Unidos | 2023 |

(*) Incluyendo la selección.